# Sezze
Sezze är en ort och kommun i provinsen Latina i regionen Lazio i Italien. Kommunen hade 24 911 invånare (2018).